# Aphthona nonstriata
Aphthona nonstriata är en skalbaggsart som först beskrevs av Johann August Ephraim Goeze 1777.  Aphthona nonstriata ingår i släktet Aphthona, och familjen bladbaggar. Arten är reproducerande i Sverige.

## Bildgalleri

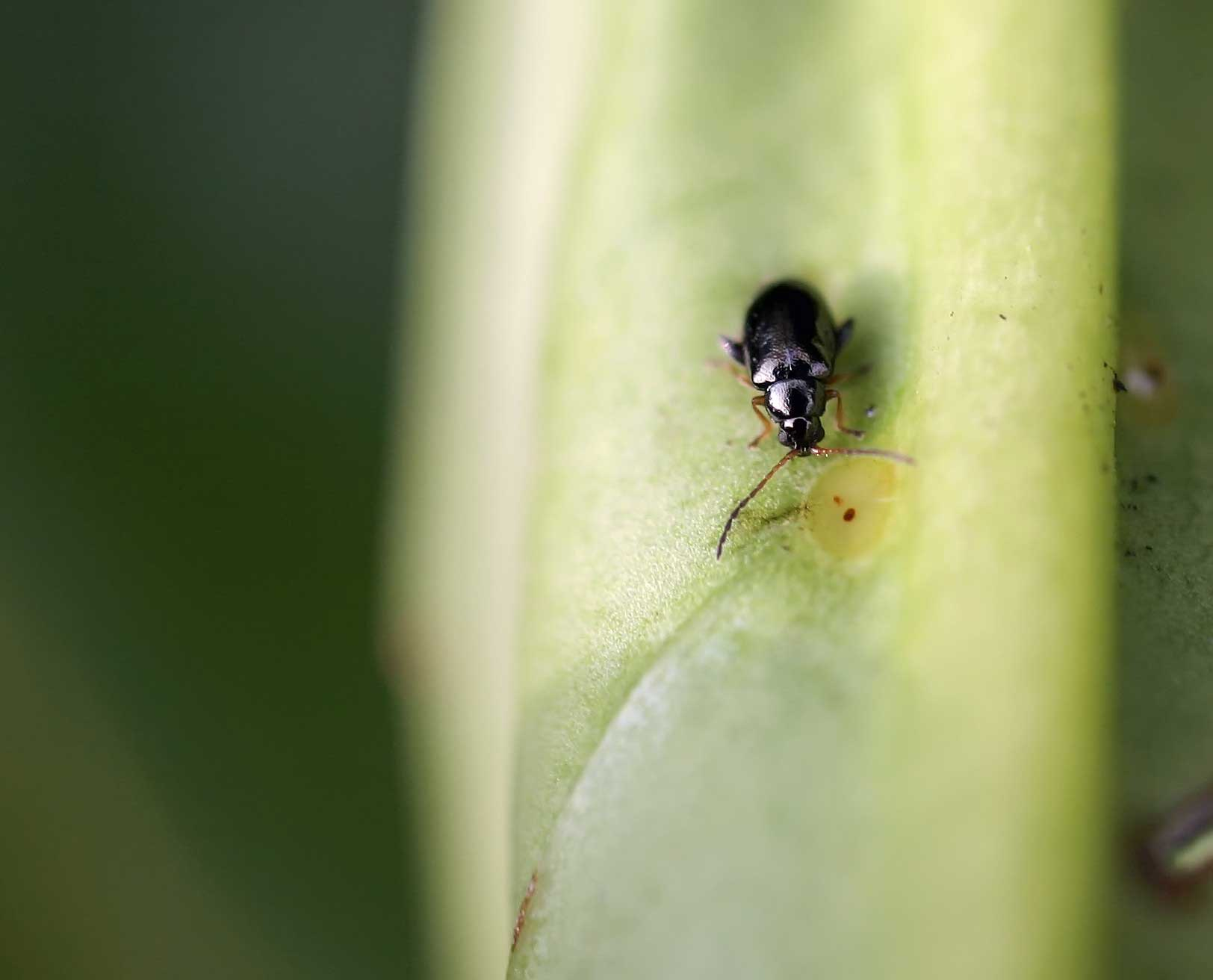